# Wanderers de Montréal
Pour les articles homonymes, voir Wanderer.
Les Wanderers de Montréal sont une équipe de hockey sur glace professionnelle qui a évolué à Montréal, une ville du Québec, au Canada, dans différentes ligues du pays au début du XXe siècle. Ils débutent ainsi dans la Ligue fédérale amateur de hockey entre 1903 et 1905 avant de rejoindre l'Eastern Canada Amateur Hockey Association. En 1909, les Wanderers sont à la base de la création de l'Association nationale de hockey. 
Les Wanderers remportent dix fois la Coupe Stanley : deux fois en 1906, une fois en 1907, cinq fois en 1908 et deux fois en 1910. Ils décrochent également le championnat de la Eastern Canada Amateur Hockey Association en 1907 et 1908, ainsi que celui de l'Association nationale de hockey en 1910.
Ils jouent leur dernière saison en 1917-1918 lors de la saison inaugurale de la Ligue nationale de hockey. Ils ne jouent alors que six parties avant la destruction de leur patinoire, l'Aréna de Westmount, par le feu le 2 janvier 1918.

## Historique

### Dans la Ligue fédérale amateur de hockey (1903-1905)

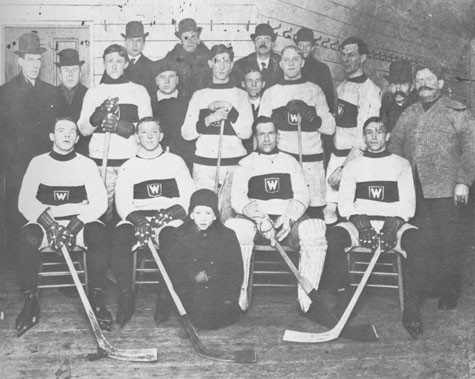
Les Wanderers en 1907.

Le 1er décembre 1903, James Strachan annonce la création d'une nouvelle équipe de hockey pour la ville de Montréal. La nouvelle équipe prend le nom de Wanderers, en français les vagabonds, en référence à plusieurs équipes ayant joué par le passé : il y a ainsi par exemple une équipe qui joue lors du Carnaval d'hiver de Montréal de 1884. Strachan souhaite que son équipe rejoigne la Canadian Amateur Hockey League, la plus fameuse des ligues de hockey au Canada de l'époque mais il n'obtient l'accord des dirigeants de la CAHL. Il pousse alors à la création d'une nouvelle organisation :  la Ligue fédérale amateur de hockey qui comprend, en plus des Wanderers, trois équipes évincées de la CAHL : le National de Montréal, une équipe de Cornwall et enfin les Capitals d'Ottawa,.
La première équipe de Strachan est composée majoritairement d'anciens joueurs de l'Association des athlètes amateurs de Montréal (MAAA), équipe championne de la Coupe Stanley en février 1903, tous anglophones. Ainsi, sur les neuf joueurs qui jouent au moins deux matchs de cette saison 1904, six viennent du MAAA : Jack Marshall, Jimmy Gardner, Cecil Blachford, Dickie Boon, Billy Bellingham et Billy Nicholson. Avec six victoires en autant de rencontres, les Wanderers se classent premiers de la nouvelle ligue. Début février, le Club de hockey d'Ottawa se fâche avec le reste de la CAHL et rejoint la Ligue fédérale amateur de hockey. Le club est le champion en titre de la Coupe Stanley depuis mars 1903 et un match est donc organisé entre les deux équipes. Ce match, joué le 2 mars 1904, se conclut sur le score de 5-5 après les 60 minutes de jeu. Mécontents de l'arbitrage, les joueurs de Wanderers refusent de joueur la prolongation. Les trustees de la Coupe Stanley imposent deux nouvelles rencontres jouées à Ottawa pour décider de la série mais Montréal refuse de participer si une des deux rencontres n'a pas lieu dans leur patinoire. Après de nombreuses discussions, la série est finalement annulée et Ottawa sacré champion de la Coupe Stanley,.
Avant les débuts de la saison 1904-1905, Strachan fait une nouvelle demande pour jouer dans la CAHL. Cette dernière intègre deux nouvelles équipes mais refuse toujours d'accueillir les Wanderers. Ainsi, le club de hockey d'Ottawa et les Wanderers jouent la saison 1904-1905 dans la LFAH finissant aux deux premières places de la compétition avec une victoire de plus en faveur de l'équipe d'Ottawa. Strachan réussit enfin à intégrer la CAHL à sa troisième tentative : lors du congrès annuel de la ligue en décembre 1905, il est décidé de fusionner la CAHL avec certaines équipes de la LFAH pour former une nouvelle organisation : l'Eastern Canada Amateur Hockey Association. Cette dernière est composée pour la première saison des équipes suivantes : le Club de hockey d'Ottawa, le Club de hockey de Québec ainsi que quatre équipes de Montréal : le Club de hockey de Montréal, les Shamrocks, les Victorias enfin les Wanderers.

### Dans l'Eastern Canada Amateur Hockey Association(1906-1909)

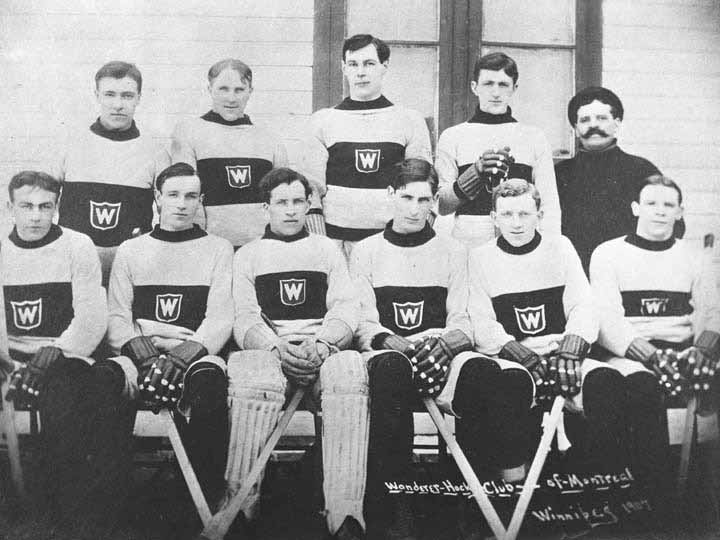
Les Wanderers de Montréal remportent la Coupe Stanley en mars 1907 à Winnipeg.

L'équipe 1906 de Montréal voit l'arrivée de plusieurs joueurs vedettes de l'époque : Ernie Russell, Ernest « Moose » Johnson et également Lester Patrick. Dix rencontres sont jouées par toutes les équipes en 1906, les Wanderers finissant en-tête à égalité avec Ottawa. Les deux formations doivent jouer une série de deux rencontres pour déterminer les vainqueurs. Les Wanderers s'imposent 9-1 lors de la première rencontre : quatre buts de Russell, trois de Frank Glass et deux par Johnson. Le deuxième match débute par un but de Montréal mais très vite Ottawa revient dans le jeu avec un premier but par Frank McGee puis un autre par Harry Smith. McGee inscrit un deuxième but avant la fin de la première mi-temps. De retour au jeu, Ottawa continue sa remontée avec quatre nouveaux buts de Smith et un autre par Rat Westwick. À dix minutes de la fin du match, les deux équipes sont à égalité 10-10 mais Lester Patrick inscrit deux buts pour Montréal. Avec un score cumulé de 12 buts à 10, les Wanderers sont sacrés champions de la Coupe Stanley 1906,. L'équipe 1906 des Wanderers est menée par Henri Menard dans les buts, Russell et Patrick en attaque.
Avant les débuts de la saison 1906-1907, Strachan fait une nouvelle fois parler de lui en demandant lors de la réunion annuelle de la ligue que les joueurs professionnels soient admis aussi bien que les joueurs amateurs. Seule l'Association des athlètes amateurs de Montréal vote contre et la proposition est retenue à condition que le statut de chaque joueur soit publié dans la presse. L'équipe recrute de nouveaux joueurs pour cette saison avec les arrivées de Riley Hern dans les buts et de Hod Stuart en défense. Ils en profitent également pour signer des contrats professionnels avec Glass, Johnson et Marshall. Dans le même temps, certains Wanderers souhaitent rester amateurs comme Patrick, Blachford ou encore Russell. Les joueurs de Montréal jouent trois séries de défis contre d'autres équipes en 1906-1907, remportant la première contre l'équipe de New Glasgow en décembre 1906 avant de jouer en janvier contre les Thistles de Kenora. Ces deniers comptent dans leurs rangs des joueurs comme Silas Griffis, Art Ross ou encore Tom Phillips. Les deux matchs tournent à l'avantage des Thistles 4-2 puis 8-6.
Vexés et désireux de pouvoir prendre leur revanche, les Wanderers finissent la saison régulière sans perdre une seule rencontre en enchaînant les victoires ; Russell inscrit 42 buts au cours des neuf matchs auxquels il participe,. Les deux rencontres contre Kenora ont lieu en mars sur une patinoire de Winnipeg. Malgré les renforts de Alf Smith et de Rat Westwick, deux joueurs habituels du club d'Ottawa, les Wanderers s'imposent 12 buts à 8,.

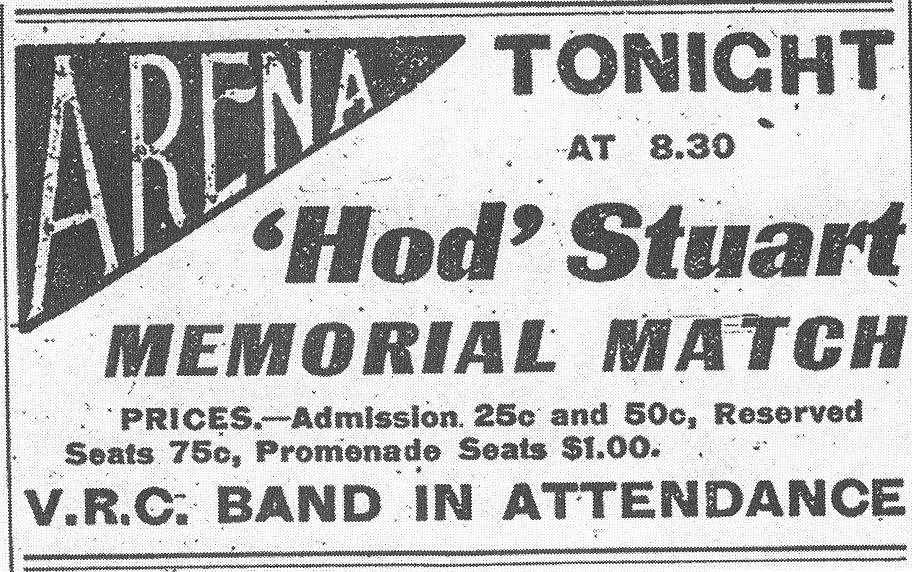
Un encart dans un journal pour annoncer le déroulement du Match des étoiles en la mémoire d'Hod Stuart

Au cours de l'été 1907, l'équipe des Wanderers voit le départ de Stuart, lassé de la violence quotidienne du hockey. Il se tue fin juin en plongeant la tête la première dans la Baie de Quinte. Afin de lever des fonds pour la famille que Stuart laisse démunie, l'ECAHA décide d'organiser un match de bienfaisance regroupant les vedettes de la ligue ; il s'agit du premier match de la sorte organisé dans un sport. Environ 3 800 spectateurs assistent au Hod Stuart Memorial Game qui se joue le 2 janvier 1908. Décrite par le Montreal Herald comme unique dans l'histoire du hockey à Montréal voire au Canada tout entier, la rencontre oppose l'ancienne équipe de Stuart, les Wanderers, à une sélection des meilleurs joueurs de l'ECAHA. L'Aréna de Westmount, la salle habituelle des Wanderers, accueille la rencontre gracieusement et tous les gains de la soirée, soit plus 2 100 dollars, sont intégralement reversés à la famille de Stuart. Pour déterminer les joueurs de l'équipe des vedettes, l'ECAHA organise un concours de popularité et deux places sont offertes aux supporteurs trouvant la bonne équipe. Les Wanderers étant habitués à jouer ensemble battent l'équipe d'étoiles sur le score de 10-7 après avoir mené 7-1 en première période.
Les Wanderers se renforcent avec les arrivées d'Art Ross et de Bruce Stuart, le frère de Hod, pour la saison 1907-1908. Les joueurs des Wanderers continuent à dominer la ligue en remportant huit des dix matchs de la saison 1907-1908. En tant que champions de la Coupe Stanley en titre, ils doivent faire face à un premier défi lancé en janvier par les Victorias d'Ottawa de la Ligue fédérale amateur de hockey. Ils conservent leur titre en remportant les deux matchs 9-3, quatre buts de Russell, trois de Glass et deux de Ross, et 13-1. Au cours de cette victoire, Russell fait encore parler de lui en inscrivant 6 buts. Johnson en inscrit quatre et Blachford, Glass et Ross un chacun. Deux mois plus tard, ils sont une nouvelle fois victorieux, cette fois contre les Maple Leafs de Winnipeg sur un score cumulé de 20 à 8. Le défi suivant a lieu le 14 mars, deux jours après la précédente victoire et Montréal bat 6-4 le Club de hockey professionnel de Toronto de l'Ontario Professional Hockey League,.
En 1908, l’Eastern Canada Amateur Hockey Association devient officiellement l’Eastern Canada Hockey Association avec l'arrêt des deux dernières équipes de joueurs amateurs du circuit : le MAAA et les Victorias. La rivalité entre Ottawa et Montréal est de retour cette saison, les deux équipes étant à égalité jusqu'à la dernière rencontre les opposants. Avec une victoire 8-3, les joueurs d'Ottawa, désormais connus sous le nom de Sénateurs, remportent la Coupe Stanley,. Avant de perdre la Coupe Stanley au classement général, les Wanderers résistent fin décembre 1908 à un nouveau défi contre le Club de hockey d'Edmonton de l'Alberta avec un score cumulé de 13 à 10. La première rencontre se solde sur une victoire 7-3 des joueurs de Montréal, cinq buts étant inscrits par Harry Smith, qui joue désormais avec Montréal, et les deux derniers par Glass. Le second match tourne à l'avantage des Eskimos 7-6 avec une nouvelle fois deux buts par Glass.

### Dans l'Association nationale de hockey (1910-1917)

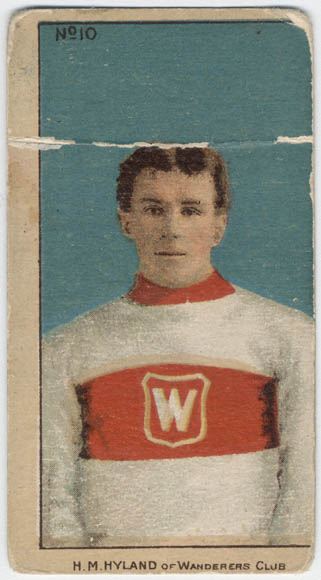
Harry Hyland joue avec les Wanderers entre 1909 et 1911 puis entre 1912 et 1918.

Au cours de l'été 1909, les Wanderers sont achetés par Patrick J. Doran qui souhaite que sa nouvelle acquisition joue désormais dans l'Aréna Jubilée, dont il est propriétaire plutôt qu'à l'Aréna de Montréal. Ce déplacement réduit le nombre de places de moitié, passant de 7 000 à 3 250 places ; ainsi, les revenus alloués par match aux équipes visiteuses sont réduits d'autant. Les propriétaires des autres équipes décident alors de dissoudre l'ECHA le 25 novembre 1909 et de former l'Association canadienne de hockey afin d'exclure Doran et son équipe. Dans le même temps, la famille O'Brien de Renfrew souhaite pouvoir jouer un défi pour la Coupe Stanley mais s'est vu refuser par deux fois le droit de tenter leur chance. Jimmy Gardner, représentant de Doran, et John Ambrose O'Brien se rencontrent à Montréal au même moment que l'ACH est créée. Ils décident ensemble de former une ligue concurrente : l'Association nationale de hockey. Après seulement quelques matchs, la nouvelle ACH est dissoute et deux de ses équipes rejoignent l'ANH pour la saison inaugurale, les Shamrocks de Montréal et les Sénateurs. Alors que les experts s'attendent à ce que le titre soit remporté par les Creamery Kings de Renfrew ou les Sénateurs, les Wanderers profitent de l'arrivée de Harry Hyland pour finir en-tête de la saison avec onze victoires et une seule défaite en douze rencontres. Ils remportent alors le tout nouveau trophée de la ligue, le Trophée O'Brien, et sont également récompensés par la Coupe Stanley. Le 12 mars, les Dutchmen de Berlin lancent un défi aux Wanderers mais ils s'inclinent sur le score de 7-3,.
Au cours de l'été 1910, l'équipe des Wanderers change une nouvelle fois de propriétaire quand elle est achetée par Sam Lichtenhein. Pour la saison 1910-1911, il est décidé de diviser le temps de jeu en trois périodes de vingt minutes, les équipes ayant le droit de faire des changements au cours des deux premières périodes. La saison est plus compliquée pour les Wanderers qui se classent quatrièmes sur cinq avec sept victoires contre neuf défaites. Avec 18 buts, Russell est le huitième buteur du circuit, le meilleur de son équipe, alors que Marty Walsh d'Ottawa compte 35 filets. L'équipe 1911-1912 des Wanderers s'appuie sur Ernie Russell, troisième buteur de l'ANH, ainsi que sur le renfort d'Odie Cleghorn. Ils comptent neuf victoires et neuf défaites, comme Ottawa, mais avec une victoire de plus, Québec est sacré champion de l'ANH.
La saison 1912-1913 voit l'arrivée de deux nouvelles équipes de Toronto : les Tecumsehs de Toronto et le Club de Hockey de Toronto. Les champions en titre continuent sur leur lancée et finissent encore premiers avec 16 victoires, 6 d'avances sur les Wanderers, deuxième meilleure équipe de l'ANH  au cours d'une saison dont chaque équipe dispute 20 matchs. Le 22 janvier, l'équipe de Montréal bat les futurs champions sur le score de 10-6 avec 8 buts pour le seul Harry Hyland ; il finit troisième buteur de la saison. Malgré Gordon Roberts et Hyland, deuxième et troisième meilleurs buteurs de la saison 1913-1914 derrière Tommy Smith de Québec, les Wanderers finissent cinquièmes de l'ANH.
Les Wanderers se reprennent lors de la saison 1914-1915 en finissant avec 14 victoires en 20 matchs, à égalité de victoires avec Ottawa. Ainsi, afin de déterminer la meilleure équipe de l'ANH, et donc le vainqueur du Trophée O'Brien, une série de deux rencontres est organisée. Les matchs ont lieu les 10 et 13 mars 1915 et la première rencontre jouée à Ottawa tourner à l'avantage de l'équipe jouant à domicile 4-0. La deuxième joute a lieu à Montréal et malgré une victoire 1-0 des Wanderers, grâce à leur nouveau joueur Don Smith, l'équipe d'Ottawa est sacrée championne de l'ANH et de la Coupe Stanley. Dans le même temps, le monde est plongé dans la Première Guerre mondiale et de nombreux joueurs de l'ANH s'enrôlent dans l'armée du Canada alors que d'autres joueurs sont attirés par les salaires élevés de l'Association de hockey de la Côte du Pacifique de la côte Ouest. Les saisons 1915-1916 et 1916-1917 des Wanderers sont décevantes avec une avant-dernière et dernière place aux classements. Cette dernière saison est divisée en deux parties alors que le 228e bataillon de Toronto arrête ses activités à la fin de la première partie. L'ANH se réunit pour décider du format de la seconde partie ; Eddie Livingstone insiste pour que les cinq équipes jouent les unes contre les autres mais les autres dirigeants préfèrent finir la saison avec quatre formations et excluent momentanément son équipe, les Blueshirts de Toronto, de la compétition.

### Dans la Ligue nationale de hockey (1917-1918)
Lassés des conflits avec Livingstone, les présidents des autres équipes se réunissent à l'Hôtel Windsor le 26 novembre 1917 et décident de dissoudre l'Association et de créer une nouvelle structure sans lui : la Ligue nationale de hockey. Les Wanderers jouent donc dans une nouvelle ligue pour la quatrième fois de leur existence. Le premier match de la saison 1917-1918 pour l'équipe des Wanderers a lieu le 19 décembre dans l'Aréna de Westmount et seulement 700 personnes assistent à la victoire des locaux sur le score de 10 à 9, ceci malgré les billets gratuits offerts aux soldats en uniforme. La patinoire est extérieure et il n'y a qu'un point d'engagement situé au centre de la glace. Le 2 janvier 1918, l'Aréna de Westmount , qui héberge les Canadiens et les Wanderers, est détruite à la suite d'un incendie. Sammy Lichtenhein, le président des Wanderers, reçoit une offre d'un aréna à Hamilton en Ontario pour y accueillir l'équipe pour la fin de la saison. Les Canadiens, quant à eux, décident de finir la saison dans l'Aréna Jubilée. Déjà confronté à un manque de joueurs de haut calibre, Lichtenhein demande alors aux autres équipes de lui vendre trois joueurs pour renforcer son effectif, mais ces dernières refusent. L'équipe des Wanderers a un match de prévu le 5 janvier et la LNH refuse dans un premier temps qu'ils déclarent forfait. Finalement, se rendant compte que l'équipe de Montréal ne peut pas se présenter au match, la LNH décide de suspendre l'équipe et de terminer la saison avec trois formations, les Wanderers stoppant leurs activités après six matchs joués.

## Personnalités de l'équipe

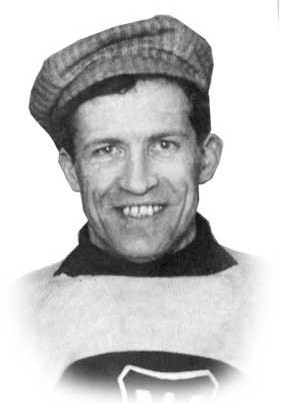
Riley Hern futur membre du temple de la renommée avec le maillot des Wanderers.

### Membres du temple de la renommée
| Joueur           | Entrée au Temple | Années avec Montréal                        |
| ---------------- | ---------------- | ------------------------------------------- |
| Hod Stuart       | 1945             | 1907                                        |
| Lester Patrick   | 1947             | 1905-1907                                   |
| Art Ross         | 1949             | 1907-1909 / 1910-1914 / 1916-1918           |
| Ernest Johnson   | 1952             | 1905-1911                                   |
| Dickie Boon      | 1952             | 1903-1906                                   |
| Sprague Cleghorn | 1958             | 1912-1917                                   |
| Bruce Stuart     | 1961             | 1907-1908                                   |
| Joe Hall         | 1961             | 1908-1909                                   |
| Jimmy Gardner    | 1962             | 1903-1904 / 1908-1911                       |
| Riley Hern       | 1962             | 1906-1911                                   |
| Harry Cameron    | 1962             | 1916-1917                                   |
| Tom Hooper       | 1962             | 1907-1908                                   |
| Harry Hyland     | 1962             | 1909-1911 / 1912-1918                       |
| Ernie Russell    | 1965             | 1905-1914                                   |
| Jack Marshall    | 1965             | 1903-1905 / 1906-1907 1909-1912 / 1915-1917 |
| Gordon Roberts   | 1971             | 1910-1916                                   |

### Champions de la Coupe Stanley

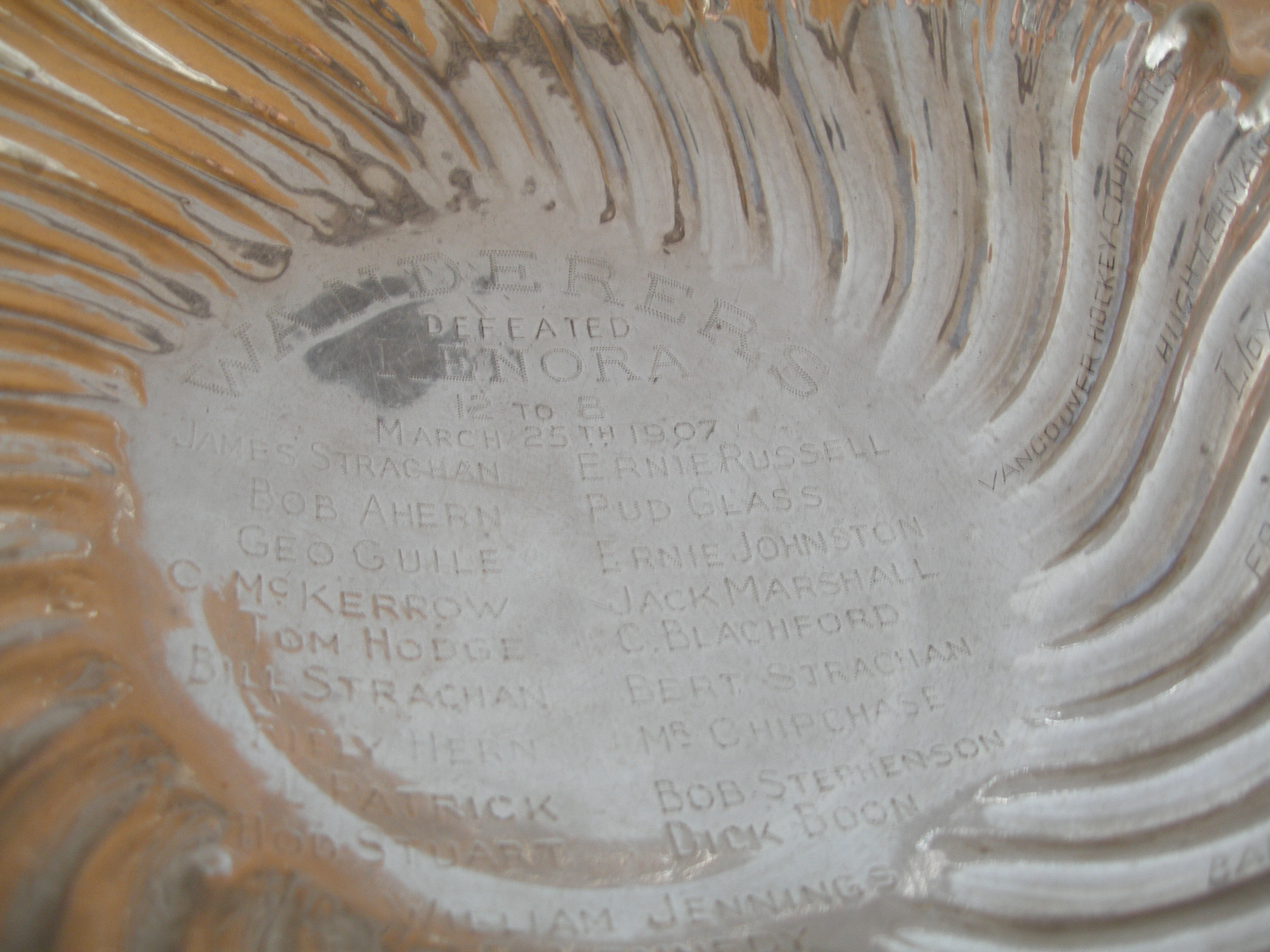
La Coupe Stanley détaillant le nom des joueurs champions en mars 1907

Cette section présente la liste des joueurs et dirigeants de l'équipe lors des différentes victoires de la Coupe Stanley,.
- Mars 1906 :
  - Joueurs : Cecil Blachford (capitaine), Billy Strachan, Rod Kennedy, Frank Glass, Lester Patrick, Josh Arnold, Ernest Johnson, Ernie Russell et Henri Menard
  - Dirigeant : Dickie Boon (gérant)
- Décembre 1906 :
  - Joueurs : Cecil Blachford, Billy Strachan, Rod Kennedy, Frank Glass, Lester Patrick (capitaine), Ernest Johnson, Ernie Russell et Riley Hern
  - Dirigeant : Dickie Boon (gérant)
- Mars 1907 :
  - Joueurs : Cecil Blachford, Billy Strachan, Rod Kennedy, Hod Stuart, Frank Glass, Lester Patrick (capitaine), Ernest Johnson, Ernie Russell, Jack Marshall et Riley Hern
  - Dirigeant : Dickie Boon (gérant)
- 1907-1908 :
  - Joueurs : Art Ross, Tom Hooper, Cecil Blachford (capitaine), Frank Glass, Ernie Liffiton, Bruce Stuart, Walter Smaill, Ernest Johnson, Larry Gilmour, Ernie Russell et Riley Hern
  - Dirigeant : Dickie Boon (gérant)
- 1910 :
  - Joueurs : Cecil Blachford, Ernest Johnson, Frank Glass (capitaine), Jack Marshall, Jimmy Gardner, Ernie Russell, Harry Hyland et Riley Hern
  - Dirigeant : Dickie Boon (gérant)

## Statistiques

### Statistiques par saisons
| Saison    | Ligue | PJ | V  | D  | N | BP  | BC  | Pts | Classement |
| --------- | ----- | -- | -- | -- | - | --- | --- | --- | ---------- |
| 1904      | LFAH  | 6  | 6  | 0  | 0 | 38  | 18  | 12  | 1/4        |
| 1904-1905 | LFAH  | 8  | 6  | 2  | 0 | 44  | 27  | 12  | 2/5        |
| 1906      | ECAHA | 10 | 9  | 1  | 0 | 74  | 38  | 18  | 2/6        |
| 1907      | ECAHA | 10 | 10 | 0  | 0 | 105 | 39  | 20  | 1/6        |
| 1907-1908 | ECAHA | 10 | 8  | 2  | 0 | 63  | 52  | 16  | 1/6        |
| 1908-1909 | ECAHA | 12 | 9  | 3  | 0 | 82  | 61  | 18  | 2/4        |
| 1910      | ANH   | 12 | 11 | 1  | 0 | 91  | 41  | 22  | 1/7        |
| 1910-1911 | ANH   | 16 | 7  | 9  | 0 | 73  | 88  | 14  | 4/5        |
| 1911-1912 | ANH   | 18 | 9  | 9  | 0 | 95  | 96  | 18  | 3/4        |
| 1912-1913 | ANH   | 20 | 10 | 10 | 0 | 93  | 90  | 20  | 2/6        |
| 1913-1914 | ANH   | 20 | 7  | 13 | 0 | 102 | 125 | 14  | 5/6        |
| 1914-1915 | ANH   | 20 | 14 | 6  | 0 | 127 | 82  | 28  | 2/6        |
| 1915-1916 | ANH   | 24 | 10 | 14 | 0 | 90  | 116 | 20  | 4/5        |
| 1916-1917 | ANH   | 10 | 3  | 7  | 0 | 56  | 72  | 6   | 5/5        |
| 1916-1917 | ANH   | 10 | 2  | 8  | 0 | 38  | 65  | 4   | 4/4        |
| 1917-1918 | LNH   | 6  | 1  | 5  | 0 | 17  | 35  | 2   | 4/4        |

### Victoires de la Coupe Stanley
- Mars 1906 : victoire 12-10 (9-1 et 3-9) contre le Club de hockey d'Ottawa en finale de l'ECAHA
- Décembre 1906 : victoire 17-5 (10-3 et 7-2) contre New Glasgow lors d'un défi
- Mars 1907 : victoire 12-8 (7-2 et 5-6) contre Kenora lors d'un défi
- Janvier 1908 : victoire 22-4 (9-3 et 13-1) contre les Victorias d'Ottawa lors d'un défi
- Mars 1908 : vainqueur de la Coupe Stanley en tant que champion de l'ECAHA
- Mars 1908 : victoire 20-8 (11-5 et 9-3) contre Winnipeg lors d'un défi
- Mars 1908 : victoire 6-4 contre le Club de hockey professionnel de Toronto lors d'un défi
- Décembre 1908 : victoire 13-10 (7-3 et 6-7) contre Edmonton lors d'un défi
- 1910 : vainqueur de la Coupe Stanley en tant que champion de l'ANH
- Mars 1910 : victoire 7-3 contre Berlin lors d'un défi